# Delta del río Amarillo y mar de Bohai

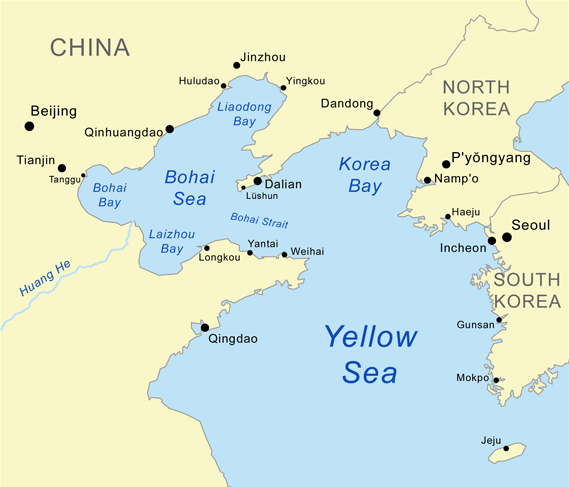
Locación de Bo Hai.

La región delta del río Amarillo y mar de Bohai está ubicada en el norte de China alrededor del mar de Bohai. Esta región ha tenido cambios importantes en la vida económica y en infraestructura. Está surgiendo como región de poder económico y que podría ser rival de la región delta del río Perla en el sur y de delta del río Yangtsé en el este.
En las últimas décadas, yacimientos de petróleo y gas natural han sido descubiertos en Bo Hai.
El golfo está formado por la península de Liaodong al noreste y la península de Shandong, al sur. Bo Hai consta de tres bahías: la bahía de Laizhou, al sur; la bahía de Liaodong, al norte; y la bahía de Bohai Wan, al oeste. Los ríos Huang He, Liao He, Hai He y el río Luan desembocan en Bo Hai.
Hai Bo tiene fronteras con las provincias chinas de Shandong, Liaoning y Hebei, y el municipio de Tianjin. Las ciudades portuarias en la costa Hai Bo incluyen:
- Hebei: Qinhuangdao, Tangshan, Cangzhou
- Liaoning: Dalian, Huludao, Jinzhou, Yingkou
- Shandong: Longkou, Weihai, Yantai
- Tianjin: Tanggu

Las islas incluyen:
- Zhifu, parte de la ciudad de Yantai, Provincia de Shandong